# Fuhrwerksbahn

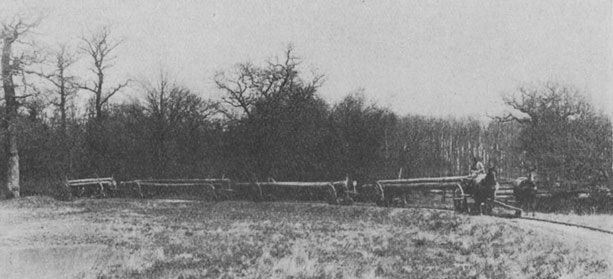
Fuhrwerksbahn des Gräflich Bernstorffschen Forstamtes in Gartow

Als Fuhrwerksbahn wird die besondere Form einer Feldbahn bezeichnet, bei der Gespannfuhrwerke für den Straßentransport auf Rollböcke gesetzt und so auf Schienen transportiert werden konnten.

## Hintergrund und Technik
Fuhrwerksbahnen wurden insbesondere für den Transport land- und forstwirtschaftlicher Güter eingesetzt. Vom Bochumer Verein ist bekannt, dass er seit spätestens 1873 Material für Fuhrwerksbahnen anbot. Ein anderer Anbieter war Orenstein und Koppel in Berlin. Mit dem Aufkommen von Lastkraftwagen endete der Einsatz von Fuhrwerksbahnen.

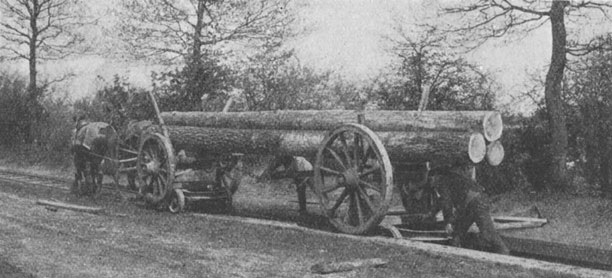
Aufrollen eines Gespannwagens bei der Fuhrwerksbahn in Gartow

Jeder Gespannwagen wurde über eine spezielle Aufrollvorrichtung auf zwei auf Schienen laufende Drehgestelle (sog. Rollböcke, Trucks oder Transporteure genannt) gezogen. Am Ende der Strecke konnte das Fuhrwerk über eine gleichartige Anlage wieder abgerollt werden. Fuhrwerke ließen sich so bei schlecht passierbarem Untergrund und ohne Umladung befördern. Auch konnten die Zugtiere wegen der günstigeren Kraftübertragung mehrere Wagen gemeinsam ziehen.

## Betriebe mit Fuhrwerksbahnen
Von folgenden Betrieben ist bekannt, dass sie über Fuhrwerksbahnen verfügten:
- Gräflich Bernstorffsches Forstamt in Gartow.
- Gut Kochstedt bei Praust (Westpreußen).[3]
- Gutsverwaltung Prassen (Ostpreußen): Die 5,9 km lange Bahn (Spurweite: 1000 mm) war 1925 errichtet worden. Sie führte vom Bahnhof Wormen über Prassen nach Groß Bloßkeim. An jedem der drei Orte gab es eine Auf- bzw. Abrolleinrichtung und zudem insgesamt drei Ausweichstellen. Zu den Gütern wurden vor allem Bedarfsgüter für die Landwirtschaft und Kohle transportiert, in der Gegenrichtung Zuckerrüben, Kartoffeln und Getreide. 1935 wurde die Bahn durch Lastkraftwagen ersetzt.[4]
- Westfälische Cementwaren- und Ringofen-Werke G. Hüsing & LeClaire, Burgsteinfurt.[5]

In der Nähe Berlins soll es eine Anlage von 12 km Länge und mit 60 Wagen gegeben haben. Eine Fuhrwerksbahn ist bei der Feldbahnarbeitsgemeinschaft Schlanstedt im Einsatz.